# Allach-Untermenzing
Allach-Untermenzing is een stadsdeel (Duits: Stadtbezirk) van de Duitse stad München, hoofdstad van de deelstaat Beieren.
Allach-Untermenzing ligt in het uiterste noordwesten van München. Het stadsdeel wordt ook aangeduid als Stadtbezirk 23. Het westelijk gedeelte ervan heeft het voorkomen van een landelijke dorpsomgeving. Het gebied wordt van zuid naar noord doorstroomt door de Würm, een zijrivier van de Isar.
Eind 2018 woonden er in het 15,45 km² grote Stadtbezirk 33.355 inwoners. De omliggende stadsdelen zijn in het oosten Feldmoching-Hasenbergl en Moosach, in het zuiden Pasing-Obermenzing en in het westen Aubing-Lochhausen-Langwied. De noordelijke grens wordt gevormd door de gemeentegrens met Karlsfeld.
De stations München-Allach en München-Untermenzing in het stadsdeel liggen aan lijn S2 van de S-Bahn. Het gebied wordt niet bediend door de U-Bahn.

## Geschiedenis
Het district bestaat uit de voormalige gemeente Untermenzing en het grootste deel van het grondgebied van de voormalige gemeente Allach. Allach werd voor het eerst vermeld in een document gedateerd op 30 maart 774. Het wordt dan Ahaloh genoemd. De naam betekent "bos aan het water", waar "Aha" water betekent en "Loh" bos betekent. Na verloop van tijd werd "Loh" "lach". Allach was een van de oudste onafhankelijke gemeenten in Beieren. Politiek en regionaal was het verbonden met Dachau. Allach-Untermenzing als stadsdeel van München bestaat sinds 1938 en is dus een van de Stadtbezirke die alle districtsherindelingen overleefden.
Het oostelijk deel van het stadsdeel groeide, in tegenstelling tot het landelijke westen, uit tot een van de grootste industriezones van München, met fabrieken van MAN SE, MTU Aero Engines (voorheen BMW) en Krauss-Maffei. Dit laatste bedrijf groeide uit tot een conglomeraat waartoe ook Krauss-Maffei Wegmann behoort. De locomotiefbouw werd overgenomen door Siemens Mobility maar is nog in Allach gevestigd. Tijdens de Tweede Wereldoorlog werden, onder meer in de vliegtuigmotorenfabriek die werd beheerd door BMW, gevangenen ingezet uit het in Allach gevestigde concentratiekamp Allach, een buitencommando van Dachau.
Allach-Untermenzing · 
Altstadt-Lehel · 
Au-Haidhausen · 
Aubing-Lochhausen-Langwied · 
Berg am Laim · 
Bogenhausen · 
Feldmoching-Hasenbergl · 
Hadern · 
Laim · 
Ludwigsvorstadt-Isarvorstadt · 
Maxvorstadt · 
Milbertshofen-Am Hart · 
Moosach · 
Neuhausen-Nymphenburg · 
Obergiesing-Fasangarten · 
Pasing-Obermenzing · 
Ramersdorf-Perlach · 
Schwabing-Freimann · 
Schwabing-West · 
Schwanthalerhöhe · 
Sendling · 
Sendling-Westpark · 
Thalkirchen-Obersendling-Forstenried-Fürstenried-Solln · 
Trudering-Riem · 
Untergiesing-Harlaching